# Фука, Хуан де
Хуан де Фука (исп. Juan De Fuca, собственно Иоаннис Фокас, греч. Ιωάννης Φωκάς, в некоторых источниках также Апостолос Валерианос, греч. Απόστολος Βαλεριάνος, по названию деревни Валериано, откуда он был родом; 1536, село Валерианос, Кефалиния, Ионические острова — 1602, Кефалиния) — испанский мореплаватель и лоцман греческого происхождения, состоявший на службе у испанского короля Филиппа II. Более всего известен исследованием Аньянского пролива, ныне известного как пролив его имени, между островом Ванкувер (ныне часть Британской Колумбии, Канада) и полуостровом Олимпик (северо-западная часть штата Вашингтон, США).

## Биография

### Происхождение и ранние годы
Дед Фокаса, Эммануил Фокас (греч. Εμμανουήλ Φωκάς), после взятия Константинополя османскими войсками в 1453 году бежал оттуда в сопровождении своего брата Андроника (греч. Ανδρόνικος). Братья поселились сначала на Пелопоннесе, где Андроник в итоге остался, но в 1470 году Эммануил переехал на остров Кефалиния. Иаковос (греч. Ιάκωβος), отец Иоанниса, поселился в селе Валерианос (греч. Βαλεριάνος) на этом острове и стал известен как Валериано Фокас (греч. ο Φωκάς ο Βαλεριάνος), чтобы отличаться от своих братьев.
Именно в селе Валерианос родился Фокас в 1536 году. О его жизни, прежде чем он поступил на службу к королю Испании около 1555 года, ничего не известно.

### Имя
Имя человека, известного в истории как Хуан де Фука, является предметом некоторой путаницы. В то время как «Хуан де Фука», безусловно, является испанским вариантом произношения имени «Иоаннис Фокас» (греч. Ιωάννης Φωκάς), некоторые источники приводят имя «Апостолос Валерианос» (греч. Απόστολος Βαλεριάνος) в качестве его «реального» имени. Вполне возможно, что Фокас был крещён под именем Апостолос, а позднее принял имя «Иоаннис/Хуан», потому что слово «Апостол» не слишком часто использовалось как имя в испанском языке. Учитывая, что «Фокас/Фука» — фамилия отца и деда моряка, фамилия «Валерианос», вероятно, являлась прозвищем по происхождению из родного села, используемым на острове, что не имело смысла в Испанской империи.

### Ранняя карьера
Первые путешествия Хуана Фука были совершены на Дальний Восток, и он утверждал, что прибыл в Новую Испанию в 1588 году — через год после того, как в ноябре 1587 года, на Филиппинах английский капер Томас Кавендиш захватил его галеон «Санта-Ана» и взял его в плен. В результате этого Фука, якобы, потерял все свои сбережения и корабль стоимостью 60000 дукатов. Год он провёл в английском плену и был отпущен в 1588 году, после чего и направился в Новую Испанию.
Фука был опытным моряком, усовершенствовавшим своё мастерство в испанском флоте. Король Испании, как он также утверждал, признал его опыт и сделал его лоцманом испанского флота в Вест-Индии (должность, которую он занимал в течение сорока лет), но в испанских архивах нет ни одной записи о его имени или должности или о его визите к королевскому двору. Прежде, чем совершить своё знаменитое путешествие на север вдоль северо-западного побережья Северной Америки, Фука ходил в Китай, Филиппины и Мексику.
Пролив Хуан-де-Фука между нынешними Соединёнными Штатами Америки и Канадой был назван в его честь британским капитаном Чарльзом Баркли, поскольку располагался на той же широте, которую Хуан де Фука обозначил в качестве расположения Аньянского (Анианского) пролива.

### Путешествие к северу
В соответствии с рассказом самого Фука, он совершил два разведывательных плавания по приказу вице-короля Новой Испании, Луиса де Веласко, маркиза де Салинас, целью которых было отыскать легендарный Аньянский пролив, который, как полагали, являлся Северо-Западным проходом, связывающим моря Атлантического и Тихого океанов. Во время первого плавания в распоряжении экспедиции были 200 солдат и три малых корабля под командованием одного испанского капитана (Фука занимал пост лоцмана и помощника капитана), целью плавания было найти Аньянский пролив и укрепить его для обороны против англичан. Эта экспедиция потерпела неудачу, когда — якобы из-за неправомерных действий капитана — солдаты взбунтовались и вынудили экспедицию вернуться назад в Калифорнию (в тот период, согласно испанской доктрине, контроль над кораблями и флотами делился между военачальником, который был армейским офицером, и командиром по части мореплавания и навигации, который был моряком).
В 1592 году, во время своего второго плавания, Фука добился успеха. Отплыв на север с каравеллой и пинасом и небольшим количеством вооружённых моряков, он вернулся в Акапулько и утверждал, что нашёл пролив, с большим островом у его устья, в районе приблизительно 47° северной широты. Пролив Хуан-де-Фука на самом деле расположен примерно на 48°, хотя рассказ Фука о плавании туда отличается от реальности, описывая регион с большими отличиями от того, что там есть на самом деле. Пролив расположен непосредственно в системе заливов Пьюджет-Саунд (современный штат Вашингтон), начиная с около 47° 59' северной широты и продолжаясь на юг до 47° 1' северной широты около города Тумуотер, штат Вашингтон. Во время плавания Фука также якобы видел «высокую вершину или шпиль скалы» — ей, возможно, был скала Фука, высокая, почти прямоугольная скала на западном берегу мыса Кейп-Флаттери на северо-западной оконечности современного Вашингтона рядом проливом Хуан-де-Фука, хотя Фука указывал, что видел её на другой стороне пролива.
Несмотря на неоднократные обещания Веласкеса, Фука никогда не получал крупных наград за своё плавание, хотя и утверждал, что достоин. Спустя два года, по настоянию вице-короля, Фука отправился в Испанию, чтобы лично рассказать о своём плавании при дворе. Разочарованный тем, что ничего не получил и там, и испытавший отвращение при общении с испанцами, стареющий грек отправился на покой в свой дом в Кефалинии.
В 1596 году он, по пути в Кефалинию, будучи во Флоренции, встретил английского подданного Джона Дугласа, которому рассказал о своём путешествии. Дуглас дал ему рекомендательное письмо и направил его к Майклу Локу, богатому купцу и консулу Англии, который как раз оказался тогда в Венеции. Фука рассказал ему о своём путешествии, и Лок, предложив свои услуги в качестве посредника, сказал, что может устроить, чтобы Англия, заклятый враг Испании в то время, предоставила Фука два корабля для продолжения его поисков прохода между Атлантикой и Тихим океаном. Фука же при этом надеялся, что британцы дадут ему компенсацию за захват его имущества на Филиппинах.
Лок пытался вступить в контакт с британским правительством, прося 100 фунтов, чтобы доставить Фука в Англию, но ответ был отсрочен, и в конце концов Фука остался на Кефалинии. В 1602 году Локк написал письмо Фука, но так и не получил ответа. Лок предположил, что Фука, будучи к моменту их встречи уже пожилым человеком, умер. Благодаря записям Лока история Хуана де Фука стала известна в Англии. Она была впервые опубликована в 1625 году английским писателем-путешественником Сэмюэлем Портсасом в книге Purchas His Pilgrimes Contayning a History of the World in Sea Voyages and Lande Travells by Englishmen and others.

## Споры
Поскольку единственным письменным свидетельством о путешествии Фока является запись Лока — исследователи не смогли найти записи об экспедиции в испанских колониальных архивах, — имело место множество продолжительных споров о его открытии и даже о том, действительно ли он когда-либо существовал как реальный человек; некоторые учёные считали Хуана де Фука полностью вымышленным, и британский исследователь XVIII века капитан Джеймс Кук сильно сомневался, что пролив, который Фука, как он утверждал, обнаружил, вообще существует (хотя Кук фактически прошёл мимо пролива Хуан-де-Фука без входа туда и остановился на саунде (лагуне) Нутка на западном побережье острова Ванкувер). В ходе последующих английских исследований и заселения этой области, однако, претензии Фуки стали казаться гораздо более заслуживающими доверия.
Наконец, в 1859 году американский исследователь с помощью консула США на Ионических островах сумел доказать, что Фука не только существовал, но и что его семья и история были хорошо известны на островах. В то время как, вероятно, никогда нельзя будет узнать, истинные ли сведения лежат в основе записей Лока, необходимо учитывать, что маловероятно, что сам этот человек был фикцией.

## Наследие
Когда английский капитан Чарльз Вильям Беркли на корабле Imperial Eagle в 1787 году (повторно) открыл пролив, описанный Фука, он назвал его проливом Хуан-де-Фука.
Плита Хуан де Фука, тектоническая плита, составляющая основу большей части береговой линии побережья, которую он исследовал, также названа в честь Фука.
Провинциальный парк Хуана де Фука на западном побережье острова Ванкувер назван в честь пролива, как и тропа с тем же названием.